# Moss Man
Moss Man es un personaje de ficción de la serie de dibujos animados de los años 80 Masters del Universo.
Como indica la traducción de su nombre del inglés (Moss significa Musgo), es un hombre hecho de musgo, que tiene el poder de camuflarse entre el follaje y las plantas, además puede controlar la vida vegetal. Vive en el Bosque de Evergrenn, en armonía con animales y plantas.
La figura creada por Mattel es, básicamente, una reedición en verde de la figura de Beast Man, cubierta con una maraña de musgo, los dientes pintados y aroma de pino en el cuerpo. Venía acompañada de una maza, recuperada de un arma original del Castillo de Grayskull.
- Datos: Q6024652